# Gra de Fajol
El Gra de Fajol és una muntanya de 2.714,3 metres situada entre els municipis de Queralbs i Setcases al Ripollès. El seu nom es deu a la comparança amb un gra de fajol.

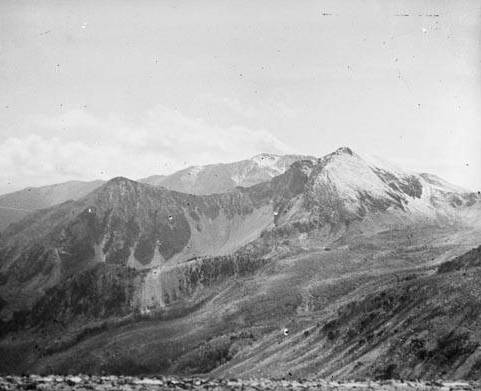
El Gra de Fajol (cim de la dreta) vist des de la cresta oriental del pic de Bastiments, en una imatge del 1909.

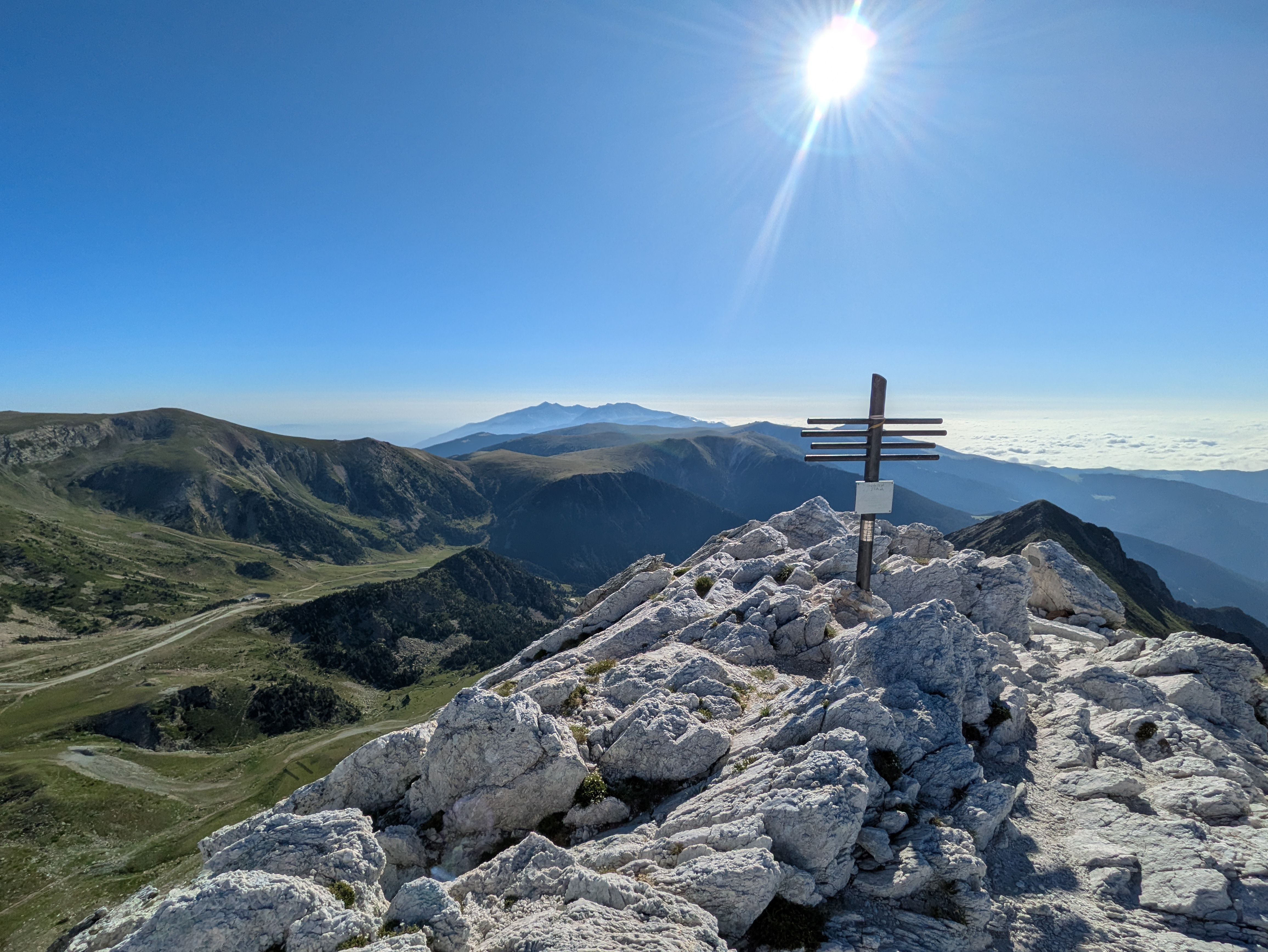
El cim de la muntanya (2025). A la llunyania es pot veure el massís del Canigó.

Al cim hi havia una creu, instal·lada el 1999, que fou robada el setembre de 2010. El Centre Excursionista Espluga Viva, d'Esplugues, que havia col·locat l'anterior, va reposar-la el 10 de juny del 2012.
Aquest cim està inclòs al llistat dels 100 cims de la FEEC

## Rutes
Una de les possibles rutes parteix des del refugi d'Ulldeter, a través del coll de la Marrana.